# Theophilus van Antiochië
Theophilus († rond 183) was de zesde bisschop van Antiochië; zijn ambtsperiode begon waarschijnlijk in 169 en duurde tot het jaar van zijn overlijden, dat afhankelijk van de bron 181, 183 of 188 kan zijn. Belangrijke bronnen over het leven van Theophilus zijn, Hieronymus en Eusebius van Caesarea, die over hem schreef in zijn "Praeparatio evangelica". Theophilus schreef zelf een aantal werken. 

## Leven
Theophilus beweert geboren te zijn in Mesopotamië. Hij bekeerde zich tot het christendom door de Bijbel te bestuderen. Eusebius meldt dat Theophilus vooral uitblonk in de strijd tegen "ketters", met name de Marcionieten. Theophilus had een klassieke opleiding (Paideia) en schreef exegetische, catechetische, antiheretische en apologetische geschriften, waarvan - op enkele fragmenten na - alleen de driedelige Apologie Ad Autolycum bewaard is gebleven.
Net als andere vroegchristelijke apologeten en kerkschrijvers van zijn tijd, zoals Ireneüs van Lyon en Cyprianus van Carthago, droeg Theophilus met zijn literaire werk bij, tot de ontluiking van de vroege kerk, van een obscuur, impopulaire en onderdrukte cultusgemeenschap, naar een duidelijker theologische geheel. 

## Werken
Eusebius en Hieronymus noemen volgende werken van Theophilus:
- de driedelige Apologie Ad Autolycum
- een pamflet tegen de ketterij van Hermogenes
- een pamflet tegen Marcion
- enkele catechetische geschriften
- enkele commentaren op het evangelie en het boek Spreuken, die de naam van Theophilus dragen, maar die volgens Hiëronymus, qua elegantie en stijl, niet overeenkomen met zijn andere werken.

## De apologie "Ad Autolycum"
Het bekendste werk zijn de drie boeken Ad Autolycum. Daarin probeert hij Autolykos, een ontwikkelde zoeker naar de waarheid, te overtuigen van de voordelen van de christelijke religie. Hij houdt zich bezig met de essentie van God, de voorzienigheid, de creatio ex nihilo, tegen niet-christelijke mythologie en met de moraliteit van christenen. Theophilus schrijft dat de geboden die door God aan Mozes zijn geopenbaard, boven alle heidense geschriften staan. In dit verband citeert hij onder meer in 3:20-22 een korte tekst passage uit het werk de Oude geschiedenis van de Joden van Flavius Josephus (Boek 1, 93-126).
Bovendien zijn de goddelijk geïnspireerde geschriften op zichzelf volledig coherent, terwijl er altijd tegenstrijdigheden kunnen worden ontdekt in de geschriften van de heidenen. Plato, Aratus en de Sibillijnse boeken zouden alleen reproduceren wat eerder in de boeken van Mozes en door de profeten was gezegd. De heidense schrijvers vervielen, zonder hun Bijbelse bronnen te noemen, in een verachtelijke afgoderij, alleen het idee van de bestraffing van aardse zonden na de dood bleef behouden. Theophilus was de eerste die het woord "drie-eenheid" (τριάς) gebruikte in Boek 2, Hoofdstuk 15, voor God, Logos en Wijsheid, dat later in het Grieks werd gebruikt voor de Drie-eenheid.
- Bibsys: 90380872
- Bibliothèque nationale de France: cb130917149 (data)
- CiNii: DA06802559
- Gemeinsame Normdatei: 118756923
- International Standard Name Identifier: 0000 0001 1845 4201
- Library of Congress Control Number: n85056796
- Nationale Bibliotheek van Tsjechië: kup19980000101175
- Nationale bibliotheek van Australië: 35601446
- Nationale Bibliotheek van Israël: 987007389205005171
- Nederlandse Thesaurus van Auteursnamen: 069965285
- Istituto Centrale per il Catalogo Unico: PALV003362
- LIBRIS: 199700
- Système universitaire de documentation: 02797863X
- Trove: 1010606
- Virtual International Authority File: 164007222
- WorldCat: E39PBJbxyqJHBFJxQCTwtk4Xh3